# Я — Сэм
«Я — Сэм» (англ. I Am Sam) — драма 2001 года режиссёра Джесси Нельсон, рассказывающая об умственно отсталом отце, борющемся за сохранение прав родителя.

## Сюжет
Фильм начинается в кафе «Старбакс», где работает главный герой Сэм Доусон, страдающий задержкой психического развития. Менеджер сообщает ему о звонке, и Сэм убегает в больницу, чтобы присутствовать при родах Бэкки, его подруги. Когда медсестра спрашивает об имени новорожденной, Сэм начинает напевать песню «Lucy in the Sky with Diamonds» группы «Битлз» и придумывает имя для дочери — Люси Даймонд Доусон. При выходе из больницы Бэкки просит Сэма задержать уходящий автобус, а сама в это время сбегает. Таким образом, ему приходится в одиночку растить маленькую Люси. Порой ему в этом помогает соседка Энни и друзья. Сэм обожает дочь и старается дать ей всё лучшее, на что он способен. Девочка хорошо учится, и в какой-то момент начинает превосходить отца по интеллекту.
На седьмой день рождения к Люси приходит Маргарет Кэлгроув из отдела по делам семьи и ребёнка и невольно становится свидетельницей ссоры, в которой один из одноклассников Люси рассказывает, что та говорит всем в школе, что Сэм её удочерил. Суд отправляет Люси в приют до рассмотрения дела. Чтобы отстоять свои родительские права, Сэм находит юридическую контору в «жёлтых страницах», посещает адвоката Риту Уильямс несколько раз и, чтобы прервать слухи среди коллег, она объявляет, что станет его pro bono (т. е., благотворительным) адвокатом.
Сэм и Рита проигрывают суд, и Люси отдают на опеку в приёмную семью. Сэм переезжает в дом по соседству к ним и устраивается работать в ближайший ресторан «Пицца Хат». Приёмная мать Рэнди поражается любовью Сэма к дочери и обещает быть на его стороне на повторном заседании суда.

## В ролях
| Актёр            | Роль                  |
| ---------------- | --------------------- |
| Шон Пенн         | Сэм Доусон            |
| Мишель Пфайффер  | Рита Харрисон Уильямс |
| Дакота Фэннинг   | Люси Даймонд Доусон   |
| Дайан Уист       | Энни Касселл          |
| Лоретта Девайн   | Маргарет Кэлгроув     |
| Ричард Шифф      | мистер Тёрнер         |
| Лора Дерн        | Рэнди Карпентер       |
| Марин Хинкль     | Патриция              |
| Даг Хатчисон     | Ифти                  |
| Джозеф Розенберг | Джо                   |
| Брэд Силверман   | Брэд                  |
| Стэнли Десантис  | Роберт                |
| Кен Дженкинс     | судья Филип МакНили   |
| Майкл Б. Сильвер | доктор Яслоу          |

## Награды и номинации

### Награды
- 2002 — премия Naguib Mahfouz Award Каирского кинофестиваля за лучшую первую или вторую работу (Джесси Нельсон)
- 2002 — две премии «Молодой актёр»: лучшая семейная драма, лучшая юная актриса не старше десяти лет (Дакота Фэннинг)
- 2002 — премия «Выбор критиков» лучшему юному актёру или актрисе (Дакота Фэннинг)
- 2002 — специальная премия «Спутник» (Дакота Фэннинг)

### Номинации
- 2002 — номинация на премию «Оскар» за лучшую мужскую роль (Шон Пенн)
- 2002 — номинация на премию «Выбор критиков» за лучшую мужскую роль (Шон Пенн, 2-е место)
- 2002 — номинация на премию «Спутник» за лучшую мужскую роль — драма (Шон Пенн)
- 2002 — две номинации на премию Гильдии киноактёров США: лучшая мужская роль (Шон Пенн), лучшая женская роль второго плана (Дакота Фэннинг)
- 2002 — номинация на премию «Золотая пирамида» Каирского кинофестиваля (Джесси Нельсон)
- 2003 — номинация на премию Японской киноакадемии за лучший зарубежный фильм
- 2003 — номинация на премию «Грэмми» за лучший компилированный саундтрек

## Интересные факты
- В фильме приняли участие два человека с задержкой психического развития, играя самих себя: Брэд Силверман и Джо Розенберг. Джесси Нильсон и Кристин Джонсон встретили их, когда проводили исследования для фильма и консультировались в центре L.A. GOAL, который работает с задерживающимися в развитии людьми[1].